# Toufoundé Civé
Toufoundé Civé (ou Toufndé Civé, Tifondé Civé, Civé, en arabe : تفندي سيفه) est une commune rurale du sud de la Mauritanie, située dans le département de Kaédi de la région de Gorgol.

## Géographie
La commune de Toufoundé Civé est située au sud-ouest dans la région de Gorgol et elle s'étend sur 716 km2.
Elle est délimitée au nord par la commune de Lexeiba 1, à l’est par la commune de Foum Gleita, au sud-est par les communes de Beilouguet Litame et de Dolol Civé, au sud-ouest par le fleuve Sénégal, qui fait la frontière avec le Sénégal, au nord-ouest par la commune de Tokomadji.
La commune est composée de nombreuses localités, dont la plus grande est le village de Toufoundé Civé. Il se trouve au bord du fleuve Sénégal et fait face à la ville de Matam au Sénégal. Des pirogues motorisées assurent la liaison quotidienne avec l’autre rive.

## Histoire
Toufoundé Civé a été érigée en commune par l'ordonnance du 20 octobre 1987 instituant les communes de Mauritanie.

## Démographie
Lors du Recensement général de la population et de l'habitat (RGPH) de 2000, Toufoundé Civé comptait 7 059 habitants.
Lors du RGPH de 2013, la commune en comptait 8 097, soit une croissance annuelle de 1,1 % sur 13 ans.

## Économie
L'agriculture est au centre de l'économie de Toufoundé Civé, comme quasiment toutes les communes de la région. Mais cette économie est fragile car elle rencontre des obstacles à son développement, notamment les conditions climatiques ou le manque de moyens des agriculteurs. Pour faire face à ces obstacles, l'état ou différentes ONG financent des projets qui améliorent les conditions de vie des habitants.
Des quantités importantes de céréales et d'aliments de bétail ont par exemple été distribuées aux habitants pour permettre un développement de l'activité pastorale. La construction d'un marché de bétail a également commencé fin 2020.
Le développement d'autres activités comme la pêche continentale ou l'aquaculture est mis en place pour lutter contre l’insécurité alimentaire et le chômage.